# Côte-d'Or
Côte-d'Or ( fransk udtale ?) (dansk: Guldkysten) er et fransk departement i regionen Bourgogne. Hovedbyen er Dijon, og departementet havde i 2008 529.761 indbyggere.
Der er 3 arrondissementer, 23 kantoner og 704 kommuner i Côte-d'Or.
- Wikimedia Commons har flere filer relateret til Côte-d'Or

47°25′N 4°50′Ø / 47.42°N 4.83°Ø